# Георг Александер Мекленбург-Стреліцький
Герцог Георг Александер Міхель Фрідріх Вільгельм Франц Карл Меклебурзький (нім. Georg Alexander Michael Friedrich Wilhelm Franz Carl, Herzog zu Mecklenburg) або (на російський манер) Георгій Георгійович Мекленбург-Штреліцький (рос. Герцог Георгий Георгиевич Мекленбург-Стрелицкий; 18 червня 1859, Ремплін — 5 грудня 1909, Санкт-Петербург) — принц Мекленбурзького дому, син великої княгині Катерини Михайлівни і герцога Георга, правнук імператора Павла I, власник Карлівки. Генерал-майор російської служби.

## Біографія

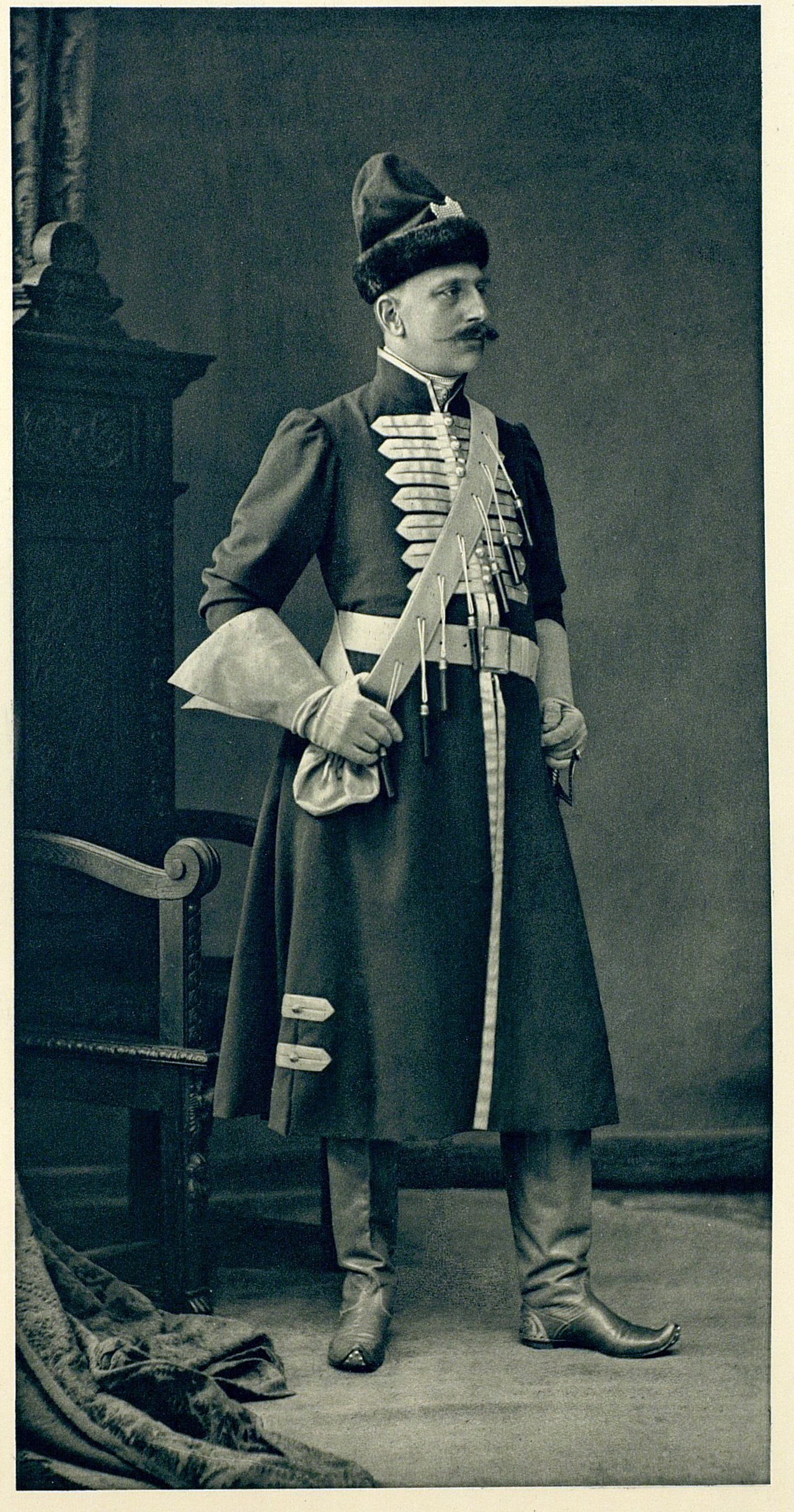
Георг Александер в образі «стрільця стременного полку царя Олексія Михайловича» на костюмованому балу 1903 року.

Народився 6 (18) червня 1859 року в мекленбурзькому маєтку Ремплін, придбаному незадовго до його народження батьками, проте з дитинства Жоржакс, як звали хлопчика в сімейному колі, жив в Петербурзі. Сім'я мекленбурзького герцога проживала там в Михайлівському і Каменноостровському палацах, влітку — в палацовому маєтку Оранієнбаум.
Готувався до військової служби, як це було прийнято для членів правлячих династій, отримав домашню військову освіту. Доктор витончених мистецтв і філософії, закінчив курс в Страсбурзькому і Лейпцизькому університетах. У 1902 року призначений командиром лейб-гвардії Драгунського полку, з 1906 року — командир 1-ї бригади 1-ї гвардійської кавалерійської дивізії, з 1907 перебував у розпорядженні головнокомандувача військами гвардії і Петербурзького військового округу, займаючись за дорученням військового міністра підготовкою реформи обозного відомства. Автор і перекладач військово-теоретичних і історичних робіт. Мав чин генерал-майора.
Під впливом бабусі і матері став займатися музикою. У будинку великої княгині Олени Павлівни часто бували відомі композитори і віртуози-виконавці. З роками Георій Георгійович став хорошим піаністом і чудово грав на віолончелі, навіть захоплювався творчістю. Серед його вчителів К. Ю. Давидов, К. Райнеке, Г. Якобшталь. У 1896 році створив в Петербурзі струнний квартет камерної музики, що носив його ім'я «Квартет Мекленбурзького» (після 1917 року — у складі Петроградської філармонії). Виступи мали величезний успіх не тільки в російській столиці, а й за її межами.
Займався колекціонуванням творів мистецтва. Від діда, великого князя Михайла Павловича, йому дісталася багата колекція французьких літографій, живопису, майссенської порцеляни, розкішні видання з мистецтва, їх він постійно поповнював і дбайливо зберігав, активно брав участь у виставках.
Але герцога Георгія шанували не тільки в музичному світі. Незважаючи на свій високий титул, він був простий у спілкуванні й позбавлений всякого снобізму, хоча його визнавали більш освіченим, ніж багатьох великих князів.

## Шлюб
Проблемою для його матері, великої княгині Катерини Михайлівни, стало його серйозне захоплення фрейліною Наталією Федорівною Вонлярлярською (1858-1921), дочкою статського радника, який служив в міністерстві фінансів. Катерина Михайлівна не могла уявити собі, що її невісткою буде дівчина не королівської крові. Вона звільнила фрейліну, сподіваючись, що син забуде про неї. Але герцог в червні 1889 року спеціально виїхав до Німеччини, щоб отримати дозвіл на шлюб великого герцога Мекленбургского Фрідріха Вільгельма (1819-1904), свого дядька. Він вирішив, що в разі відмови піде зі служби і буде жити зі своєю Наташею в Росії.
2 лютого 1890 року, отримавши дозвіл, одружився морганатичним шлюбом з Наталією Вонлярлярською, яка отримала титул графині Карлової (за назвою маєтку Карлівка в Полтавській губернії), що перейшла потім до дітей. При дворі дружину герцога, колишню фрейліну, не приймали. Тільки через багато років Георг Мекленбурзький разом з дружиною став відвідувати звані бали і прийоми в Зимовому палаці. Близькі знайому герцога говорили про рідкісну гармонію шлюбу. Навіть велика княгиня Катерина Михайлівна в своєму заповіті написала:
«Визнаю Боже Благословення за мою невістку Наталю... Дякую їй за ніжну любов до сина мого герцога Георга. Нехай дарує їм Господь щастя і благополуччя.»
Прізвище та титул графів Карлових були визнані в Росії, тому наступне покоління герцогів Мекленбург-Штреліцьких носило прізвище графів Карлових.

## Останні роки
Після смерті матері Катерини Михайлівни в 1894 році всі палаци Михайла Павловича, які належали їй, перейшли у володіння його молодшого брата Михайла Георгійовича та сестри Олени Георгіївни. У 1895 році Георгій Георгійович переїжджає з Михайлівського палацу в будинок на набережній Фонтанки, куплений ним за згодою імператора Миколи II. Будинок герцога був облаштований за його особистим планам і відразу ж став привабливий для всіх, кого вабили музика і мистецтво.
Незадовго до перевороту нащадки Катерини Михайлівни були прийняті в російське підданство, але зберегли свій династичний статус.
Несподівано для всіх герцог Мекленбурзький помер 5 грудня 1909 року, в рік свого п'ятдесятиріччя. У лютеранській церкві Оранієнбаума відбулося відспівування. Місцем останнього спочинку герцога став улюблений палацовий парк. Над його могилою було встановлено суворий чорний мармуровий хрест. На плиті викарбувано напис: «Тут лежить глибоко шанований чоловік і батько і чудовий громадянин Оранієнбаума». Після перевороту могила була розорена, плита з написом зникла. На місці поховання герцога Меклебург-Штреліцького і його дочки Наталії в Ораниенбаумськоу парку в даний час встановлено пам'ятний камінь.

## Родина
Дружина — Наталія Вонлярлярська, яка отримала титул графині Карлової
Діти (іменувалися графами Карловими):
- Катерина (1891—1940) — в 1913 році стала дружиною Володимира Еммануїловича Голіцина (1884—1954);
- Марія (1893—1979) — в 1916 році стала дружиною Бориса Дмитровича Голіцина (1892—1919), вдовою в 1929 році стала дружиною графа Володимира Петровича Клейнміхеля (1901—1982);
- Наталія (1894—1913);
- Георг Олександр (1899—1963) — герцог Мекленбургзький.

## Генеалогія
У 1928 році вже в еміграції граф Георгій Георгійович Карлов був усиновлений своїм дядьком Карлом Міхаелем, після чого прийняв титул «герцога Мекленбурзького, графа Карлов». Після зникнення старших ліній Мекленбурзького дому права на їх титули перейшли до нащадків Георгія Георгійовича, який став їх єдиними спадкоємцями.

## Звання
- Прапорщик (25.07.1870)
- Підпоручик гвардії (08.04.1884)
- Поручик (01.01.1885)
- Штабс-капітан (03.08.1892)
- Капітан (06.12.1894)
- Полковник (06.12.1895)
- Генерал-майор (14.12.1902)

## Нагороди
- Орден Вендської корони, великий хрест з короною в руді (1876)
- Орден Білого Сокола, великий хрест (1876)
- Орден дому Саксен-Ернестіне, великий хрест (1890)
- Орден Благородної Бухари 1-го ступеня (1894)

### Російська імперія
- Орден Святого Володимира
  - 4-го ступеня (1884)
  - 3-го ступеня (1898)
  - 2-го ступеня (1908)
- Орден Андрія Первозванного (1 червня 1903)
- Орден Святого Олександра Невського (1903)
- Орден Білого орла (1903)
- Орден Святого Станіслава 1-го ступеня (1903)
- Орден Святої Анни 1-го ступеня (1903)
- Медаль «У пам'ять коронації імператора Олександра III»
- Медаль «У пам'ять царювання імператора Олександра III»
- Медаль «У пам'ять коронації Імператора Миколи II»
- Медаль «За працю у першому загальному переписі населення»